# Chiesa di Santo Stefano Protomartire (Fiano Romano)
La chiesa di Santo Stefano Protomartire è la parrocchiale di Fiano Romano, in città metropolitana di Roma Capitale e diocesi di Civita Castellana; fa parte della vicaria del Soratte.

## Storia
L'originaria chiesa di Santo Stefano, posta fuori dal borgo, sorse nel XII o nel XIII secolo; fu poi abbandonata a causa della sua posizione disagevole.
La nuova parrocchiale in paese venne costruita nella seconda metà del XV secolo; l'edificio fu poi interessato da un rifacimento nel 1774.
Nel 1960 il tetto della chiesa collassò in maniera improvvisa e il luogo dicdulto dovette essere dichiarato inagibile; l'anno successivo iniziarono i lavori di risistemazione e di ripristini, che furono poi portato a compimento nel 1967
In quel medesimo anno la chiesa venne adeguata alle norme postconciliari mediante l'aggiunta dell'ambone e dell'altare rivolto verso l'assemblea; nel 1998 fu terminato il restauro della facciata e nel 2004 si procedette alla rimozione delle balaustre che delimitavano il presbiterio.
Nel 2007 si provvide a rifare l'impianto sonoro della parrocchiale, mentre l'anno successivo venne installato il nuovo apparato per riscaldare l'aula. 

## Descrizione

### Esterno
La facciata a salienti della chiesa, rivolta a sudovest, è suddivisa da una cornice marcapiano in due registri: quello inferiore, scandito da quattro lesene, presenta il portale d'ingresso timpanato, mentre quello superiore è caratterizzato dal rosone e coronato dal frontone di forma triangolare.
Annesso alla parrocchiale è il campanile in tufo a base quadrata, suddiviso in registri da cornici; la cella presenta su ogni lato una monofora a tutto sesto affiancata da lesene ed è coperta dalla cupola poggiante sul tamburo. 

### Interno
L'interno dell'edificio, la cui pianta è a croce latina con transetto, si compone di tre navate, separate da pilastri sorreggenti degli archi a tutto sesto; al termine dell'aula si sviluppa il presbiterio, rialzato di alcuni gradini e chiuso dall'abside di forma semicircolare.
Qui sono conservate diverse opere di pregio, tra le quali il dipinto ritraente la Madonna con i Santi Giovanni Battista, Stefano, Biagio e Pietro, eseguito da Antonio del Massaro detto Il Pastura, il monumento funebre di Niccolò Orsini, la tavola con soggetto il Salvator mundi, due tele di scuola umbra e dei lacerti di affreschi.